# Бертя
Бертя (рум. Bertea) — село у повіті Прахова в Румунії. Входить до складу комуни Бертя.
Село розташоване на відстані 89 км на північ від Бухареста, 34 км на північ від Плоєшті, 51 км на південний схід від Брашова.

## Населення
За даними перепису населення 2002 року у селі проживали 3242 особи, з них 3241 особа (> 99,9%) румунів. Рідною мовою 3241 особа (> 99,9%) назвала румунську.